# Deokpung-dong
Deokpung-dong (koreanska: 덕풍동) är en stadsdel i staden Hanam i provinsen Gyeonggi i den norra delen av
Sydkorea, 20 km öster om huvudstaden Seoul.

## Indelning
Administrativt är Deokpung-dong indelat i:
| Namn    | Namn                 | Yta km² | Invånare 31 dec 2020 |
| ------- | -------------------- | ------- | -------------------- |
| 덕풍1동 | Deokpung 1(il)-dong  | 1,00    | 16 473               |
| 덕풍2동 | Deokpung 2(i)-dong   | 0,51    | 19 683               |
| 덕풍3동 | Deokpung 3(sam)-dong | 2,01    | 25 892               |